# Susanna Höller
Susanna Höller (* 25. April 1989 in Voitsberg) ist eine ehemalige österreichische Fußballspielerin, die heute vor allem als -trainerin und -funktionärin tätig ist.

## Vereinskarriere
Im März 1998 begann die damals Neunjährige ihre Vereinskarriere beim ATUS Bärnbach. Im August 2001 wechselte sie in den Nachwuchsbereich des FC Lankowitz, bei dem sie sämtliche Jugendmannschaften durchlief und erste Auftritte in den Frauenmannschaft verzeichnete. In der Winterpause 2005/06 schloss sich die damals 17-Jährige dem LUV Graz (LUV Graz Damen) an. Nach einem kurzen Engagement beim FC Stattegg im Jahr 2008 wechselte sie in der Winterpause 2008/09 nach Deutschland in die 2. Frauen-Bundesliga zum VfL Sindelfingen. Dort gelang ihr 2011/12 der Aufstieg in die 1. Frauen-Bundesliga.
Im Sommer 2013 kehrte sie wieder nach Österreich zurück, schloss sich dem ASV Spratzern an und wechselte bereits in der nachfolgenden Winterpause zum LUV Graz. Von Sommer 2014 bis 2017 spielte sie in der Spielgemeinschaft (SPG) zwischen dem 1. DFC Leoben und dem LUV Graz, die zu dieser Zeit als DFC LUV Graz am Spielbetrieb teilnahm. Nachdem die SPG aufgelöst worden war, gehörte sie weiterhin dem LUV Graz an und wechselte in der Winterpause 2018/19 zu ihrem Jugendverein FC Lankowitz, bei dem sie fortan auch als Traineramt der Frauenmannschaft übernahm. Nach kurzer Unterbrechung ihrer Spielerlaufbahn ließ sie ihre Karriere von Sommer 2022 bis Sommer 2024 in der zweiten Mannschaft des LUV ausklingen und kam vereinzelt noch zu Einsätzen für die erste Mannschaft in der zweithöchsten Fußballliga des Landes. Nebenbei war sie auch hier im Trainerbereich tätig und setzte ihre Trainerkarriere nach Beendigung ihrer Spielerkarriere weiter fort.
Hauptberuflich ist Höller im IT-Bereich tätig.

## Nationalmannschaftskarriere
In den Jahren 2008 bis 2013 absolvierte Höller insgesamt 38 Länderspiele für die österreichischen Fußballnationalmannschaft der Frauen.

## Trainer- und Funktionärskarriere
Bereits während ihrer aktiven Karriere war Höller immer wieder als Fußballtrainerin – damals vorwiegend noch im Nachwuchsbereich – tätig. In der Saison 2008/09 war sie Trainerin im Nachwuchsbereich des FC Stattegg. Für rund zwei Monate war sie im Jahr 2014 Co-Trainerin im Nachwuchs des FC Gleisdorf 09.
Wie bereits erwähnt fungierte sie von der Winterpause 2018/19 bis zum Sommer 2021 als Trainerin der Frauenmannschaft des FC Lankowitz. Im Sommer 2022 übernahm sie die zweite Frauenmannschaft des LUV Graz und setzte sich immer wieder auch selbst ein. Später in der Saison wirkte sie nebenbei auch als Co-Trainerin von Boris Ljubič bei der ersten Frauenmannschaft des Klubs. Daneben war sie auch als Funktionärin im Verein tätig.
Seit 3. Dezember 2024 befindet sie sich im Besitz der UEFA-B-Trainerlizenz. Kurz danach wurde sie als Co-Trainerin in der Jugend des FV Austria XIII tätig und arbeitete parallel dazu auch als Co-Trainerin im Nachwuchs des ASK Erlaa Torpedo 03, einem weiteren Wiener Amateurklub. Seit Sommer 2025 ist die Co-Trainerin der Frauenmannschaften des SK Fürstenfeld und des Grazer AK.

## Erfolge
mit dem VfL Sindelfingen
- Meister der 2. Bundesliga Süd: 2011/12